# Marcin Dunin
Marcin Dunin Sulgostowski (ur. 11 listopada 1774 w Wale, zm. 26 grudnia 1842 w Poznaniu) – polski biskup rzymskokatolicki, arcybiskup metropolita gnieźnieński i poznański oraz prymas Polski w latach 1831–1842.

## Życiorys

### Młodość i edukacja
Pochodził z niezbyt bogatej rodziny ziemiańskiej. Był najstarszym synem Felicjana i Brygidy z domu Szczakowskiej. Wychowywał się jednak pod opieką stryja Wacława. Naukę rozpoczął w kompleksie pojezuickich szkół w Rawie Mazowieckiej, zaś maturę zdał w gimnazjum w Bydgoszczy. W latach 1793–1797 studiował teologię w Collegium Germanicum w Rzymie. W 1797 po zakończeniu studiów przyjął święcenia kapłańskie.

### Prezbiter
Po powrocie na ziemie polskie pełnił różnorodne funkcje kościelne, w tym kanonika w kolegiacie wiślickiej i katedrze włocławskiej. W 1815 został kanclerzem kurii gnieźnieńskiej, a w 1817 radcą szkolnym przy Rejencji Poznańskiej.

### Biskup
Uważając Dunina za lojalnego wobec króla pruskiego, władze niemieckie zgodziły się w marcu 1830, aby objął trony arcybiskupie w Poznaniu i w Gnieźnie. Ingres odbył się w 1830. Dowodem tej lojalności miało być wydanie przez Dunina, na polecenie nadprezydenta Edwarda Flottwella, listu pasterskiego potępiającego powstanie listopadowe. Z drugiej strony jednak Dunin wyjednał u władz pruskich odstępstwo od ustawy z 1830, która nakazywała kierowanie całej korespondencji do władz w języku niemieckim, zwalniając z tego obowiązku kapłanów o niedostatecznej znajomości tego języka.
Marcin Dunin przyjął sakrę biskupią 10 lipca 1831 w katedrze gnieźnieńskiej z rąk swojego biskupa pomocniczego Marcina Siemieńskiego. Współkonsekratorami podczas tej uroczystości byli jedynie kanonicy, gdyż odmówiono w niej udziału biskupom niemieckim, a biskupi z Królestwa Polskiego nie mogli na nią przybyć z powodu powstania listopadowego.
W 1837 rozpoczął się spór arcybiskupa z władzami Królestwa Prus. Dunin jako ultramontanista, powołując się na brewe papieża Piusa VIII z 1830 ogłosił, że zawierając małżeństwo mieszane (katolicko-protestanckie), każda para musi złożyć deklarację, że dzieci bez względu na ich płeć zostaną wychowane w wierze katolickiej. Było to sprzeczne z prawem pruskim, które nakazywało aby w przypadku takich związków synowie przyjmowali wyznanie ojca, a córki wyznanie matki. Za to polecenie skazano Dunina na 6 miesięcy kary twierdzy oraz pozbawienie godności arcybiskupiej. Karę internowania rozpoczął 3 kwietnia 1839. Arcybiskup, uznając wyrok władz za bezprawne ingerowanie w sprawy Kościoła, opuścił Berlin i udał się do Poznania, gdzie został aresztowany, a następnie pod strażą odesłany do twierdzy kołobrzeskiej, skąd po 10 miesiącach więzienia zwolnił go nowy król Fryderyk Wilhelm IV. Podczas pobytu w Kołobrzegu arcybiskup Dunin mieszkał przy rynku w nieistniejącej już dziś kamienicy Schröderów. Dom ten w czasie uwięzienia metropolity stał się miejscem manifestacji i spotkań katolików polskich i niemieckich, którzy w każdą niedzielę zbierali się tłumnie przed oknami posesji, aby wysłuchać odprawianej przez Marcina Dunina mszy świętej. Konflikt ten sprawił, że wśród polskiej większości Wielkiego Księstwa Poznańskiego narosły nastroje antyniemieckie. Aby załagodzić tę sytuację, nowy monarcha zdymisjonował znienawidzonego Flottwella.
Po powrocie z więzienia Dunin złożył przysięgę na wierność Fryderykowi Wilhelmowi IV, jednak aż do śmierci kontynuował swoją politykę, nie dopuszczając między innymi do kapituły niemieckich kandydatów.
Marcin Dunin Sulgostowski był autorem książeczki do nabożeństwa, którą od jego nazwiska nazywano popularnie Duninem. Modlitewnik ten spisał na polecenie arcybiskupa ksiądz Jan Kanty Dąbrowski. Pierwsze wydanie książki zostało opublikowane w 1842.
Zmarł po długiej chorobie w Poznaniu 26 grudnia. Został pochowany w poznańskiej katedrze, serce zgodnie z jego życzeniem złożono w podziemiach archikatedry w Gnieźnie.
Został przedstawiony na pomnikach w katedrze św. Piotra i św. Pawła w Poznaniu i przed konkatedrą Wniebowzięcia Najświętszej Marii Panny w Kołobrzegu.